# Ramularia holci-lanati
Ramularia holci-lanati är en svampart som först beskrevs av Fridiano Cavara, och fick sitt nu gällande namn av Deighton 1972. Ramularia holci-lanati ingår i släktet Ramularia och familjen Mycosphaerellaceae.   Inga underarter finns listade i Catalogue of Life.